# Lepthyphantes ritae
Lepthyphantes ritae är en spindelart som beskrevs av Robert Bosmans 1985. Lepthyphantes ritae ingår i släktet Lepthyphantes och familjen täckvävarspindlar. Inga underarter finns listade i Catalogue of Life.